# Élection à la direction du Parti travailliste britannique de 1980
L'élection à la direction du Parti travailliste de 1980 a eu lieu en 1980 pour élire le chef du Parti travailliste. En effet, le chef James Callaghan démissionne dans un contexte de  critiques de l'aile gauche après la défaite des travaillistes lors des élections générales de 1979. Il décide de se retirer avant la réforme du mode de désignation du chef du parti et soutient Denis Healey. Ce dernier est considéré comme le favori. Il doit affronter 3 membres de l'aile gauche du parti, Michael Foot, John Silkin et Peter Shore
A l'issue de la consultation, c'est Michael Foot qui est élu chef du parti.

## Candidats
| Nom | Nom          | Mandat(s)                                                                                   |
| --- | ------------ | ------------------------------------------------------------------------------------------- |
|     | Michael Foot | Chef adjoint du parti Député pour Ebbw Vale                                                 |
|     | Denis Healey | Chancelier de l'Échiquier du cabinet fantôme Député pour Leeds East                         |
|     | John Silkin  | Leader fantôme de la Chambre des communes Député pour Lewisham Deptford                     |
|     | Peter Shore  | Secrétaire d'État des Affaires étrangères du cabinet fantôme Député pour Stepney and Poplar |

## Résultats
| Candidats    | Candidats    | Vote des députés    | Vote des députés    | Vote des députés    | Vote des députés    |
| Candidats    | Candidats    | 1er tour 4 novembre | 1er tour 4 novembre | 2d tour 10 novembre | 2d tour 10 novembre |
| Candidats    | Candidats    | Votes               | %                   | Votes               | %                   |
| ------------ | ------------ | ------------------- | ------------------- | ------------------- | ------------------- |
|              | Denis Healey | 112                 | 42,3                | 129                 | 48,1                |
| Michael Foot | 83           | 31,3                | 139                 | 51,9                |                     |
| John Silkin  | 38           | 14,3                | Éliminé             | Éliminé             |                     |
| Peter Shore  | 32           | 12,1                | Éliminé             | Éliminé             |                     |
| Total        | Total        | 265                 | 100                 | 268                 | 100                 |